# Gotha G.IX
De Gotha G.VIII, GL.VIII, G.IX en G.X zijn een serie Duitse bommenwerpers, geproduceerd tijdens de laatste maanden van de Eerste Wereldoorlog. Net zoals de Gotha G.VII, waren ze als snelle en wendbare tactische bommenwerpers ontworpen, met een, voor die tijd, geavanceerde stroomlijning.
- De G.VIII was een verder ontwikkelde G.VII, met een spanwijdte verlengd tot 21,73 m, een herziene romp en een extra "gondel", waarmee het opmerkelijke concept van een asymmetrisch vliegtuig verlaten werd. Er volgden geen verdere productieorders. 
  - De GL.VIII was een lichtere versie van de G.VIII met een verbeterde staart en extra stutten voor de ondersteuning van de bovenste vleugel.
- De G.IX had een nog grotere overspanning, 25,26 m. Hier was de men duidelijk enthousiaster over, want de luchtmacht bestelde meteen 170 stuks bij de Luft Verkehrs Gesellschaft, om de ondertussen verouderde Gotha G.V's te vervangen. Waarschijnlijk was voor de wapenstilstand op 11 november 1918 de helft van de bestelling al klaar, maar slechts enkele waren ooit in actieve dienst. Sommige werden, als onderdeel van herstelbetalingen, aan de Belgische luchtmacht geschonken.
- De G.X was de allerlaatste in de Gotha G-reeks, die aangedreven zou worden door twee BMW IIIa motoren, veel minder krachtig dan de Maybach Mb IVa, gebruikt in de IX. Deze variant kan echter uitsluitend bedoeld geweest zijn voor verkenning, en het is onbekend of er voor de wapenstilstand gebouwd werden.

Gotha G.I · Gotha G.II · Gotha G.III · Gotha G.IV · Gotha G.V · Gotha G.VI · Gotha G.VII · Gotha G.VIII · Gotha G.IX · Gotha G.X · AEG DJ.I · AEG G.I · AEG G.II · AEG G.III · AEG G.IV · AEG G.V · AEG J.I · AEG J.II · AEG R.I · Friedrichshafen G.II · Friedrichshafen G.III · Hannover CL.II · Junkers CL.I ·  Junkers J.I · Rumpler G.I  · Rumpler G.II · Rumpler G.III  · Zeppelin-Lindau Rs.II  · Zeppelin-Lindau Rs.III · Zeppelin-Lindau Rs.IV · Zeppelin-Staaken R.VI